# شركة زهرة الواحة
زهرة الواحة شركة متخصصة في تصنيع وإنتاج الزجاجات والقبعات البلاستيكية بالإضافة إلى إنشاء مصانع متنوعة وصيانتها. وتقع المرافق الإنتاجية في مدينة الخرج في منطقة الرفاع الصناعية. تأسست في عام 2003 من قبل أحمد بن حمود إبراهيم الذياب.

## تاريخ الشركة
تأسست الشركة ابتداءً كمؤسسة فردية لصاحبها أحمد حمود الذياب تحت اسم مؤسسة زهرة الواحة للتجارة بموجب السجل التجاري رقم 1010190390 بتاريخ 06/10/2003م في مدينة الرياض. بتاريخ 27/11/2012م تمت زيادة رأس مال مؤسسة زهرة الواحة للتجارة إلى 11,750,000 ريال سعودي عن طريق رسملة حساب الأرباح المبقاة للمؤسسة. بتاريخ 18/02/2015م تمت زيادة رأس مال مؤسسة زهرة الواحة للتجارة إلى 33,375,000 ريال سعودي عن طريق رسملة حساب الأرباح المبقاة للمؤسسة. بتاريخ 19/11/2015م تم تحويل مؤسسة زهرة الواحة للتجارة وفروعها إلى شركة ذات مسؤولية محدودة بموجب قرار الشركاء المثبت لدى كاتب العدل بالرقم 372029 بتاريخ 19/11/2015م مع الاحتفاظ باسم ورقم السجل التجاري للمؤسسة حيث صدر السجل التجاري للشركة بتاريخ 09/12/2015 برأسمال قدره 50,000,000 ريال سعودي مقسم إلى 5,000,000 سهم عادي بقيمة اسمية قدرها 10 ريالات سعودية للسهم الواحد وتمت تغطية الزيادة في رأس المال عن طريق رسملة حساب الأرباح المبقاة للمؤسسة. بتاريخ 08/12/2016م صدر قرار الشركاء بتحويل الشركة من شركة ذات مسؤولية محدودة إلى شركة مساهمة مقفلة وزيادة رأسمالها من 50,000,000 ريال سعودي إلى 80,000,000 ريال سعودي مقسم إلى 8,000,000 سهم عادي بقيمة اسمية قدرها 10 ريالات سعودية للسهم الواحد وقد تمت تغطية الزيادة في رأس المال عن طريق رسملة حساب الأرباح المبقاة وقد صدر القرار الوزاري رقم ق/86 بتاريخ 27/12/2016م بإعلان تحول الشركة إلى شركة مساهمة مقفلة برأس مال مقداره 80,000,000 ريال سعودي. بتاريخ 15/05/2017م وافقت الجمعية العامة غير العادية للشركة على زيادة رأس مال الشركة إلى 150,000,000 ريال سعودي مقسم إلى 15,000,000 سهم عادي بقيمة اسمية قدرها 10 ريالات سعودية للسهم الواحد عن طريق رسملة حساب الأرباح المبقاة والاحتياطي النظامي للشركة. رؤية الشركة تهدف الشركة إلى أن تصبح أفضل شريك بين المؤسسات الصناعية في قطاع مصغرات القوارير البلاستيكية والأغطية البلاستيكية للقوارير في جميع دول مجلس التعاون الخليجي ومنطقة الشرق الأوسط وشمال أفريقيا. رسالة الشركة بناء مفهوم جديد في قطاع مصغرات القوارير البلاستيكية والأغطية البلاستيكية للقوارير من خلال توفير منتوجات متنوعة باحجام واوزان مختلفة بأعلى مستويات الجودة وبأسعار منافسة. إستراتيجية الشركة تسعى الشركة إلى الاستفادة من مكانتها الرائدة لاكتساب حصة سوقية إضافية من خلال التوسع في المملكة وخارجها من خلال تعزيز مكانتها كشريك مفضل لدى منتجي قطاع المياه والعصائر.

## النشاط
تتمثل انشطة الشركة في الصناعات التحويلية وفروعها حسب التراخيص الصناعية، التشييد والبناء، خدمات المال والأعمال والخدمات الأخرى، التجارة، تقنية المعلومات، الكهرباء والغاز والماء وفروعها، خدمات اجتماعية وجماعية وشخصية، النقل والتخزين والتبريد، الزراعة والصيد، المناجم والبترول وفروعها، شراء الأراضي وتطويرها وبيعها واقامة المباني عليها واستثمارها بالإيجار أو البيع وتطويرها وتملك وإدارة وصيانة العقارات وبناء المستودعات وورش الصيانة وتأجيرها وبيعها، إقامة وإدارة وتشغيل وبناء وصيانة المصانع والمرافق والمشاريع الخاصة بالطباعة والتغليف بجميع أنواعها الورقية والكرتونية والبلاستيكية والمعدنية وغيرها والقيام بأعمال الطباعة والتغليف وصناعة الأغلفة والملصقات واللفائف والأشرطة بكافة أنواعها.

## البيانات
| تاريخ التأسيس | تاريخ الادراج | الرمز الدولي | نهاية السنة المالية | مراجعي الحسابات                                      |
| ------------- | ------------- | ------------ | ------------------- | ---------------------------------------------------- |
| 06-10-2003    | 17-09-2017    | SA14C0PHEVH7 | 31/12               | كي بي ام جي الفوزان وشركاه محاسبون ومراحعون قانونيون |

## الشركات التابعة
| اسم الشركة التابعة         | نسبة الملكية | النشاط الرئيسي                                                                                        | مكان العمليات                                                             | مكان التأسيس             |
| -------------------------- | ------------ | --- | ------------------------------------------------------------------------- | ------------------------ |
| مصنع زهرة الواحة للبلاستيك | 100.00%      | انتاج العبوات البلاستيكية - البريفورم (مصغرات القوارير البلاستيكية) وانتاج ألاغطية بلاستيكية للقوارير | طريق الخرج - مخزج 7 - منطقة الرفايع الصناعية - وحدة رقم 3 - مبنى رقم 4070 | المملكة العربية السعودية |

## ملف الأسهم
| رأس المال المصرح به (ريال سعودي) | عدد الأسهم المصدرة | رأس المال المدفوع (ريال سعودي) | القيمة الاسمية للسهم | القيمة المدفوعة للسهم |
| -------------------------------- | ------------------ | ------------------------------ | -------------------- | --------------------- |
| 150,000,000                      | 15,000,000         | 150,000,000                    | 10                   | 10                    |

## تغيرات في راس المال
| تاريخ اعلان التوصية | نوع الإصدار | تاريخ الاستحقاق | رأس المال الجديد | رأس المال السابق | الفرق التراكمي | ملاحظات |
| ------------------- | ----------- | --------------- | ---------------- | ---------------- | -------------- | ------- |
| 2021-11-15          | منحة اسهم   | 2022-05-09      | 225,000,000      | 150,000,000      | + 75,000,000   |         |